# Eruguera alanegra
L'eruguera alanegra (Lalage melaschistos) és una espècie d'ocell de la família dels campefàgids (Campephagidae).
Habita el bosc obert, selva i espesures de bambú, a les muntanyes del nord del Pakistan, nord de l'Índia, sud-oest, centre i sud-est de la Xina, Hainan, oest, nord i nord-est de Myanmar, nord-oest de Tailàndia, nord de Laos, nord i centre del Vietnam i Taiwan.
Ha estat desplaçada recentment des del gènere Coracina fins Lalage.